# Grand Theft Auto V
Grand Theft Auto V (okrajšava GTA V oz. GTA 5) je akcijsko-pustolovska videoigra iz leta 2013, ki jo je razvil Rockstar North in izdal Rockstar Games. Gre za sedmi glavni del serije Grand Theft Auto, prvi po Grand Theft Auto IV (GTA IV) iz leta 2008, skupno pa za petnajsto igro v seriji. Zgodba te enoigralske igre se odvija v izmišljeni državi San Andreas, ki temelji na Južni Kaliforniji, v središču pa so trije protagonisti: bančni ropar Michael De Santa, ulični gangster Franklin Clinton in preprodajalec mamil Trevor Philips. Igra prikazuje njihove poskuse ropov pod pritiskom skorumpirane vladne agencije in vplivnih kriminalcev. Koncept odprtega sveta igralcem omogoča prosto gibanje po podeželju San Andreasa in izmišljenega mesta Los Santos, ki temelji na Los Angelesu. 
Igro se lahko igra v prvoosebnem ali tretjeosebnem načinu, igralec pa se lahko premika peš ali z vozilom. Igralec ima na voljo tri protagoniste in med njimi preklaplja tako med misijami kot izven njih. Zgodba se osredotoča na zaporedja ropov, številne misije pa vključujejo tudi streljanje in vožnjo. Ko igralec stori kaznivo dejanje, ga začnejo iskati organi pregona. Grand Theft Auto Online je spletni način igre za več igralcev (sodeluje lahko do 30 igralcev), ki so med seboj v stiku v obliki različnih sodelovanj in tekmovanj. 
Razvoj igre se je pričel približno v času izida igre GTA IV, v njem pa je sodelovalo veliko Rockstarjevih studiev po vsem svetu. Razvojna ekipa je navdih črpala tudi iz številnih svojih prejšnjih projektov, kot sta Red Dead Redemption in Max Payne 3, zato je zasnovala igro, ki se vrti okoli treh glavnih protagonistov, kar je predstavljalo inovacijo v samem jedru strukture glede na predhodnike. Velik del razvojnega dela je predstavljalo ustvarjanje odprtega sveta, zato je več članov ekipe izvedlo terenske raziskave po Kaliforniji, da bi ustvarili posnetke za oblikovalsko ekipo. Zvočna podlaga igre vsebuje izvirno glasbo, ki jo je ustvarila ekipa producentov, ki je sodelovala več let. Igra je izšla septembra 2013 za PlayStation 3 in Xbox 360, novembra 2014 za PlayStation 4 in Xbox One, aprila 2015 za Windows, marca 2022 pa za PlayStation 5 in Xbox Series X/S. 
Množično pričakovana in intenzivno oglaševana igra je podrla prodajne rekorde v panogi in postala najhitreje prodajan izdelek za zabavo v zgodovini, saj so že prvi dan ustvarjalci z njo zaslužili 800 milijonov dolarjev, v prvih treh dneh pa so že presegli prihodek milijarde dolarjev. Prejela je več pohval kritikov, pohvale so bili deležni zlasti zasnova z več protagonisti, odprt svet, predstavitev in igralna izkušnja. Hkrati pa je sprožila tudi polemike v zvezi s prikazovanjem nasilja in odnosa do žensk. Velja za eno najpomembnejših iger za sedmo in osmo generacijo igralnih konzol in za eno najboljših videoiger sploh, ob koncu leta pa je prejela številne nagrade, vključno z nagradami za igro leta, ki jih je podelilo več igričarskih publikacij. Z več kot 165 milijoni prodanih izvodov je druga najbolje prodajana videoigra vseh časov, od aprila 2018 pa velja za enega najuspešnejših izdelkov za zabavo vseh časov s približno 6 milijardami dolarjev prihodkov po vsem svetu. 

## Igranje
GTA V je akcijsko-pustolovska igra, ki se igra bodisi iz tretjeosebne ali prvoosebne perspektive. Igralci opravljajo misije – linearne scenarije z zastavljenimi cilji – za napredovanje skozi zgodbo. Izven časa misij se lahko prosto sprehajajo po odprtem svetu. Ta je sestavljen iz podeželja San Andreasa, vključno z izmišljenim okrožjem Blaine in izmišljenim mestom Los Santos, ki je po površini precej večje od prizorišč prejšnjih iger iz serije. Svet je mogoče v celoti raziskati že takoj na začetku igre, napredovanje v zgodbi pa odklene več vsebin.
Igralci lahko za boj proti sovražnikom uporabljajo strelno orožje, eksplozive ali pa ga napadejo od blizu. Lahko tudi tečejo, skačejo, plavajo in uporabljajo vozila za premikanje po svetu. Kot prilagoditev velikosti zemljevida so uvedli nove vrste vozil, ki jih v predhodni igri GTA IV ni bilo, med drugim zrakoplove s fiksnimi krili. V boju proti sovražnikom se lahko kot pomoč uporabljata tudi samodejno merjenje in sistem kritja. Če je igralčev lik ranjen, se bo njegov merilnik življenjske energije postopoma regeneriral do polovice. Ko se ta popolnoma izprazni (in protagonist umre), se ponovno pojavi v bolnišnici. Ko igralci zagrešijo kazniva dejanja, se lahko odzovejo organi kazenskega pregona, kar prikazuje merilnik stopnje iskanosti. Raven iskanosti prikazuje število zvezdic, najvišjo stopnjo predstavlja pet zvezdic, ko se v pregon vključijo policijski helikopterji in specialne ekipe (SWAT), ki želijo igralca ubiti. Merilnik preide v način ohlajanja in postopno niža raven iskanja, če so igralci nekaj časa skriti pred vidnim poljem policistov, ki je prikazan na mini zemljevidu.
Enoigralski način omogoča igralcu nadzor treh likov: Michaela De Sante, Trevorja Philipsa in Franklina Clintona – kriminalcev, katerih zgodbe se med seboj prepletajo med opravljanjem misij. Nekatere se opravijo le z enim od njih, v drugih nastopita dva ali vsi trije. Zunaj misij lahko igralci poljubno preklapljajo med liki z usmerjevalnim kompasom na zaslonu, vendar postane ta funkcija na različnih točkah v zgodbi omejena. Igra lahko med misijami samodejno preklopi med liki za izpolnitev določenih ciljev. Ko lik na usmerjevalnem kompasu utripa rdeče, pomeni, da je v nevarnosti in potrebuje pomoč. Ko utripa belo, pomeni, da ima strateško prednost. Čeprav igralci opravljajo misije kot katerikoli od treh protagonistov, težje misije večjih ropov zahtevajo pomoč pajdašev, ki jih nadzoruje umetna inteligenca. Ti liki imajo edinstvene spretnosti, kot so vdiranje v računalnike in šoferske spretnosti. Če pajdaš preživi uspešen rop, vzame del denarne nagrade in je lahko na voljo za kasnejše misije z izboljšanimi svojimi veščinami. Nekateri ropi dajejo na voljo več strategij – igralci lahko na primer bodisi prikrito onesposobijo civiliste s sredstvom za onesposobitev, bodisi jurišajo na prizorišče z izvlečenim orožjem.
Vsak protagonist ima osem spretnosti, ki predstavljajo njihove sposobnosti na določenih področjih, kot sta streljanje in vožnja. Čeprav se te izboljšajo skozi igro, ima vsak lik tudi posebno privzeto spretnost (npr. Trevorjevo znanje pilotiranja). Osma posebna veščina določa učinkovitost pri izvajanju teh spretnosti in je edinstvena za vsakega od njih. Michael upočasni čas med strelskimi obračuni, Franklin upočasni čas med vožnjo, Trevor pa povzroči dvakrat več škode nasprotnikom. Merilec na zaslonu vsakega lika se ob izvajanju sposobnosti prazni in se obnovi, ko izvajajo spretna dejanja (npr. Franklin med vožnjo drifta ali Michael strelja v glave).
Med prostim gibanjem po svetu igre se lahko igralci vključijo v specifične dejavnosti, kot sta potapljanje in BASE jumping ter obiskujejo lokacije, kot so kinematografi in striptiz klubi. Vsak protagonist ima pametni telefon za stik s prijatelji, vključevanje v dejavnosti in dostop do interneta v igri. Internet omogoča igralcem trgovanje z delnicami na borzi. Igralci lahko tudi kupujejo lastnino, kot so garaže in razna podjetja, nadgrajujejo orožje in vozila v arzenalu vsakega lika ter prilagodijo svoj videz z nakupom oblek, frizur in tetovaž.

## Zgodba
Leta 2004 Michael Townley, Trevor Philips in Brad Snider sodelujejo pri ropu v Ludendorffu v Severnem Yanktonu, ki spodleti, po njem je Michael razglašen za mrtvega. Devet let pozneje Michael živi s svojo družino v mestu Los Santos pod novim imenom Michael De Santa, saj je sklenil tajni dogovor z agentom Zveznega preiskovalnega urada (FIB) Daveom Nortonom, ki je njemu in njegovi družini dal lažne identitete in omogočil pobeg v Los Santos v zameno za plačo in tišino o njunem dogovoru. Na drugi strani mesta član ulične tolpe Franklin Clinton dela za pokvarjenega prodajalca avtomobilov in sreča Michaela, ko skuša s prevaro nazaj izterjati avto njegovega sina. Pozneje postaneta prijatelja. Ko Michael ugotovi, da ga žena vara s svojim trenerjem tenisa, s Franklinom trenerja zasledujeta v razkošno hišo, ki jo Michael v jezi razbije. Izkaže se, da je lastnik hiše v resnici vodja preprodajalcev mamil Martin Madrazo, ki zahteva odškodnino. Michael se zato vrne v kriminalno življenje, da bi prišel do potrebnega denarja, pri čemer vključi tudi Franklina. S pomočjo Michaelovega starega prijatelja, invalidnega hekerja Lesterja Cresta, oropata zlatarno in poplačata dolg. Medtem Trevor, ki živi v bedi na obrobju Los Santosa, izve za rop in prepozna Michaelovo delo. Do takrat je verjel, da je FIB ubil Michaela v neuspelem ropu v Ludendorffu. Trevor najde Michaela in se ponovno združi z njim, kar Michaela prisili, da ga nejevoljno sprejme nazaj v svoje življenje. 
Sčasoma življenje protagonistom uide izpod nadzora. Michaelova vrnitev v svet kriminala spodbudi njegovo družino, da ga zapusti. Pozneje postane filmski producent in pride v konflikt z Devinom Westonom, miljarderjem, ki trguje na borzi in kupuje mnoga podjetja, ob tem pa skuša zapreti Michaelov studio. Michael prepreči njegova prizadevanja in nenamerno ubije njegovo pomočnico Molly, zaradi česar mu Devin obljubi maščevanje. Medtem Franklin reši svojega prijatelja Lamarja Davisa pred nekdanjim prijateljem, zdaj pa rivalnim gangsterjem Haroldom Josephom – »Stretchem«, ki ju skuša ubiti, da bi se s tem dokazal svoji novi tolpi. Obenem skuša Trevor utrditi svoj nadzor nad različnimi črnimi trgi v okrožju Blaine. Ob tem bije bitke z motociklističnim klubom The Lost, latinskoameriškimi uličnimi tolpami, konkurenčnim trgovcem z metamfetaminom, zasebnim varnostnim podjetjem Merryweather in vodjo azijske tolpe Weijem Chengom.
Ker je prelomil dogovor z Daveom in znova zagrešil več ropov, Michaela Dave in njegov nadrejeni Steve Haines prisilita, da skupaj s Franklinom in Trevorjem izvede vrsto misij, da bi spodkopal rivalno Agencijo za mednarodne zadeve (IAA). Pod Steveovim vodstvom in z Lesterjevo pomočjo napadejo konvoj, ki prevaža material za IAA in ukradejo eksperimentalno kemično orožje iz njihovega laboratorija. Steve je pod vse večjim nadzorom svojih nadrejenih, zato prisili Michaela in Franklina, da izbrišeta dokaze proti njemu s strežnikov FIB. Michael izkoristi priložnost in izbriše podatke o svojih dejavnostih, s tem pa uniči orodje, s katerim ga je Steve izsiljeval. 
Sčasoma se Michael pobota s svojo družino in začne s Trevorjem, Franklinom in Lesterjem načrtovati svoj zadnji rop: napad na hranilnico zlata in plemenitih kovin Union Depository. Vendar pa v tem času Trevor odkrije, da Brad ni zaprt, kot je mislil do tedaj, ampak je bil ubit med ropom v Ludendorffu in pokopan v grobu namesto Michaela. Ko odkrije, da je bil prava tarča namesto Brada on sam, se počuti izdanega in Michaela prepusti smrti po spopadu s Chengovimi privrženci, kar povzroči trenje v skupini in grozi, da bo načrt propadel. Medtem Steve izda Michaela in Davea, ki se znajdeta sredi spopada med FIB, IAA in Merryweatherjem. Takrat jima priskoči na pomoč Trevor, saj meni, da ima samo on sam pravico, da ubije Michaela. Po tem dogodku se strinja, da bo pomagal pri ropu Union Depositoryja in nato prekinil stik z njimi. 
Veliki rop uspešno izvedejo, vendar pa se nato na Franklina obrneta Steve in Dave, ki želita, da ubije Trevorja. Istočasno ga izsiljuje tudi Devin, ki želi, da ubije Michaela. Franklin ima ob koncu igre tri možnosti: da ubije Trevorja, ubije Michaela ali pa poskuša v samomorilski misiji rešiti oba. Če se Franklin odloči za katero od prvih dveh možnosti, obenem prekine stik z drugim, ki mu je prizanesel, nato pa se vrne v svoje staro življenje. V primeru tretje možnosti se Michael in Trevor pobotata, pomagata jim Lamar in Lester, da zadržijo napad FIB-a in Merryweatherja, nato pa ubijejo Chenga, Stretcha, Stevea in Devina. S tem protagonisti nehajo sodelovati med seboj, vendar ostanejo prijatelji.

## Razvoj
Rockstar North je GTA V začel razvijati okoli leta 2008, v času izida GTA IV. Razvojna ekipa je štela več kot 1000 ljudi, vključno z ožjo ekipo Rockstar North in osebjem iz studiev matične družbe Rockstar Games po vsem svetu. Lastniški pogon Rockstar Advanced Game Engine (RAGE) so temeljito prenovili, da bi izboljšali upodabljanje oddaljenih objektov. Programska oprema Euphoria and Bullet je prevzela dodatne naloge pri izrisovanju in animaciji. Ker so pri Rockstarju bolje spoznali strojno opremo za PlayStation 3 in Xbox 360, so lahko grafične zmogljivosti konzol izkoristili bolj kot v prejšnjih igrah. Po ocenah analitikov je skupni proračun za razvoj in trženje igre znašal več kot 170 milijonov funtov (265 milijonov dolarjev), zato je šlo za najdražjo igro tistega časa.
Odprti svet je bil oblikovan po vzoru Južne Kalifornije in Los Angelesa, njegova zasnova in upodobitev v igri pa sta predstavljala večino zgodnjega razvoja igre. Ključni člani razvojne ekipe, ki se je ukvarjala s prizoriščem igre, so se odpravili na terenska raziskovalna potovanja po vsej regiji in svoje raziskave dokumentirali s fotografijami in videoposnetki. Ekipa je uporabila tudi projekcije Los Angelesa na strežniku Google Zemljevidi za pomoč pri oblikovanju cestnih omrežij Los Santosa. Da bi prikazali demografsko širjenje Los Angelesa, so razvijalci preučili tudi podatke popisa prebivalstva in gledali dokumentarne filme o mestu. Po mnenju razvojne ekipe je bilo ustvarjanje odprtega sveta tehnično najzahtevnejši vidik razvoja igre.
Temeljni cilj razvoja je bila od vsega začetka inovacija v jedrni strukturi serije, tako da se je igralcem omogočil nadzor nad tremi protagonisti namesto enim. Zamisel se je prvič porodila med razvojem igre Grand Theft Auto: San Andreas (GTA SA), vendar je bila zaradi omejitev takratne strojne opreme neizvedljiva. Po razvoju dveh epizodnih razširitvenih paketov za GTA IV z novimi protagonisti leta 2009 je želela ekipa osnovati GTA V okoli treh sočasno nadzorovanih protagonistov. Ekipa je nanjo gledala kot na duhovnega naslednika številnih svojih prejšnjih iger, kot so GTA IV, Red Dead Redeption in Max Payne 3, ter jo zasnovala tako, da je izboljšala njihovo igralno mehaniko. Prizadevali so si, da bi izboljšali akcijsko igranje z izpopolnitvijo strelske mehanike in sistema kritja ter predelali mehaniko vožnje, da bi popravili neroden nadzor vozil v GTA IV.
Na avdicijah so bili za upodobitev protagonistov Michaela, Franklina in Trevorja izbrani Ned Luke, Shawn Fonteno in Steven Ogg. Njihove nastope so večinoma posneli s tehnologijo za zajemanje gibanja, dialogi za prizore z liki, ko sedijo v vozilih, pa so bili namesto tega posneti v studiih. Igra vsebuje izvirno glasbo, ki jo je sestavila ekipa producentov, ki je sodelovala več let. Na radiu v igri se sliši tudi licenčna glasba. Ekipa je pridobila licence za več kot 241 skladb, ki si jih deli petnajst radijskih postaj, dodali pa so dve postaji, ki predvajata radijske pogovore. Nekatere skladbe so bile napisane posebej za igro, na primer izvirno delo raperja in producenta Flying Lotusa za radijsko postajo FlyLo FM, ki jo tudi vodi.

### Izid
Rockstar Games je igro prvič napovedal 25. oktobra 2011. En teden pozneje so izdali njen prvi napovednik z uradnim sporočilom za javnost, ki je potrdil dogajanje. Novinarji so opazili, da je objava sprožila veliko pričakovanje v igričarski industriji, kar so pripisali kulturnemu pomenu serije. Avtorji so zamudili prvotno načrtovani datum izdaje v drugem četrtletju leta 2013, ki so ga zaradi zadnjih popravkov prestavili na 17. september. Da bi spodbudil prodajo igre v prednaročilu, je Rockstar sodeloval z več prodajnimi mesti in zanje izdelal posebno izdajo z dodatnimi funkcijami v igri. Poslužili so se strategije viralnega trženja s spletno stranjo za izmišljen verski kult »Program Epsilon«, ki je uporabnikom ponujala možnost, da se v igri pojavijo kot člani kulta.
Leta 2014 so napovedali ponovno izdajo igre za PlayStation 4, Windows in Xbox One. Ta izboljšana različica je vsebovala več grafičnih podrobnosti, gostejši promet, nadgrajene vremenske učinke in nove divje živali ter rastline. Vključevala je tudi novo možnost prvoosebnega pogleda, zaradi katerega je morala razvojna ekipa prenoviti sistem animacije. Različici za PlayStation 4 in Xbox One sta izšli 18. novembra 2014. Različica za osebni računalnik je bila prvotno predvidena za istočasno izdajo z različicama za konzole, vendar so jo odložili do 14. aprila 2015. Rockstar je takrat sporočil, da potrebujejo dodaten čas za popravke. Različica za osebni računalnik je omogočila igranje s 60 sličicami na sekundo pri ločljivosti 4K, Rockstar pa je igralcem omogočil tudi zajemanje in urejanje videoposnetkov igranja. Načrti za razvoj enoigralskih razširitev so bili kasneje opuščeni, saj se je ekipa osredotočila na Grand Theft Auto Online in Red Dead Redemption 2.
Nova različica igre, običajno imenovana Expanded & Enhanced (»razširjena in izboljšana«), je bila napovedana junija 2020. Izšla je 15. marca 2022 za PlayStation 5 in Xbox Series X/S in vključuje tehnične izboljšave ter posodobitve zmogljivosti. Napovednik, ki je septembra 2021 napovedal novo različico, je naletel na negativne odzive in postal eden najbolj kritiziranih posnetkov na PlayStationovem YouTube kanalu. Novinarji so opazili, da so bili oboževalci razočarani, ker se je Rockstar še naprej osredotočal na to igro namesto na druge projekte, npr. na novo igro v seriji, in iz napovednika ni bilo razbrati, da bi različica prinašala kaj novega.

### Grand Theft Auto Online
Spletni način igre za več igralcev Grand Theft Auto Online (GTA Online) je bil razvit v tandemu z načinom za enega igralca in je bil zasnovan kot ločena izkušnja za igranje v odprtem svetu, ki se nenehno razvija. Do 30 igralcev naenkrat se prosto sprehaja po svetu igre in vstopa v različne čakalnice za opravljanje nalog (na zgodbi temelječi tekmovalni in sodelovalni načini). Nabor orodij Content Creator omogoča igralcem ustvarjanje lastnih parametrov za misije, kot so dirkališča in točke, kjer se pojavljajo orožja za način deathmatch. Igralci se lahko združijo v organizirane ekipe in skupaj opravljajo misije. S storitvijo Rockstar Games Social Club je možno ekipe iz večigralskega načina igre Max Payne 3 prenesti v GTA Online. Igralci lahko ustvarijo lastne ekipe in se pridružijo največ petim naenkrat. Ekipe tekmujejo med seboj, da bi si prislužile točke izkušenj in se povzpele po spletni lestvici najboljših ekip.
GTA Online je bil predstavljen 1. oktobra 2013, dva tedna po izdaji GTA V. Številni igralci so poročali o težavah s povezavo in zamrznitvi igre na zaslonu med nalaganjem. Rockstar je 5. oktobra izdal tehnični popravek, da bi razrešil te težave, vendar so se težave nadaljevale tudi drugi teden po predstavitvi, saj so nekateri igralci javljali, da je njihov napredek v igri izginil. Drugi tehnični popravek je bil izdan 10. oktobra, Rockstar pa je kot nadomestilo ponudil 500.000 GTA dolarjev (valute v igri) na račune vseh igralcev, ki so bili v igri registrirani od začetka. Zaradi veliko tehničnih težav, ki so bile prisotne ob lansiranju igre, je veliko recenzentov kritiziralo GTA Online, vendar so pa na splošno prepoznali njeni prednosti, to je možnost raziskovanja odprtega sveta in dinamično vsebino.
Po izidu se v GTA Online z brezplačnimi posodobitvami še zmeraj dodaja nova vsebina. Nekatere posodobitve dodajajo nove načine in funkcije igre, druge pa tematske dodatke, kot je posebna posodobitev ob dnevu neodvisnosti 1. julija 2014, ko je bila dodana domoljubna vsebina. Težko pričakovana posodobitev Online Heists je izšla 10. marca 2015 in je imela na začetku nekaj tehničnih težav zaradi povečane obremenitve strežnikov. Kmalu po izidu igre za osebni računalnik so nekateri igralci poročali, da so bili izločeni iz igre zaradi uporabe posebnega vidnega polja in drugih modifikacij v igri v načinu za enega igralca. Pri Rockstarju so na svojem uradnem blogu izjavili, da nikomur ni bil prepovedan dostop do spleta zaradi uporabe modifikacij za način za enega igralca, vendar so imele nedavne posodobitve različice za osebni računalnik nenamerni učinek preprečevanja uporabe teh modifikacij. Izjavili so, da so te nepooblaščene in lahko povzročijo nepredvidene tehnične težave in nestabilnosti.

## Sprejem

### Začetna izdaja
| Agregator  | Ocena  |
| ---------- | ------ |
| Metacritic | 97/100 |

| Publikacija   | Ocena   |
| ------------- | ------- |
| Edge          | 10/10   |
| Eurogamer     | 9/10    |
| Famitsu       | 40/40   |
| Game Informer | 9.75/10 |
| GameSpot      | 9/10    |
| GamesRadar+   | 5/5     |
| IGN           | 10/10   |
| Joystiq       | 4.5/5   |
| Play          | 97/100  |
| The Escapist  | 3.5/5   |

Grand Theft Auto V je prejel splošno priznanje kritikov glede na zbiralnik ocen Metacritic na podlagi 50-ih ocen za različico za PlayStation 3 in 58-ih ocen za različico za Xbox 360. Igra je peta najvišje ocenjena igra na strani Metacritic, izenačena s številnimi drugimi. Ocenjevalcem je bila všeč zasnova z več glavnimi liki, zasnova misij večjih ropov in predstavitev, vendar se nekateri niso strinjali glede kakovosti zgodbe in likov. Keza MacDonald iz IGN je GTA V označil za »eno najboljših videoiger, kar jih je bilo kdaj narejenih«, na strani Play pa so ocenili, da »definira generacijo« in da »je izjemna«. Na Edge so zapisali, da gre za »izjemen dosežek« v oblikovanju odprtega sveta in pripovedovanju zgodb, medtem ko jo je Tom Hoggins iz Daily Telegrapha razglasil za »ogromen podvig tehničnega inženiringa«. Postala je druga igra z zahodnega sveta, ki ji je japonska revija za videoigre Famitsu podelila odlično oceno.
Jeff Bakalar s spletne strani CNET je menil, da igra spodbuja igralce k sodelovanju z vsemi tremi liki. Edge je ugotovil, da je menjavanje protagonistov pomagalo preprečiti dolg čas potovanja do začetnih točk misije. Matt Bertz iz Game Informerja je pripomnil, da so igralci med streljanjem »v središču dogajanja« zaradi možnosti preklapljanja. Tom Bramwell iz Eurogamerja je zapisal, da je preklop streljanju dodal taktični element, saj so liki lahko nameščeni v strateških postojankah in ima tako igralec manjkrat občutek, da je na strelišču. MacDonald iz IGN-ja je menil, da funkcija preklapljanja daje igralcem več izbire pri pristopu in naredi misije manj predvidljive.
Na spletni strani Giant Bomb so zapisali, da so misije ropov dobrodošel odklon od tipične strukture misij serije. Eurogamer jih je primerjal z akcijskimi sekvencami iz filmskih uspešnic, GameSpot pa je navedel film Heat iz leta 1995 kot stilski vpliv na njihovo zasnovo. Na blogu Joystiq so menili, da se z njimi spodbujajo ustvarjalnost in metodični pristopi. Polygon je hitro preklapljanje likov med misijami ropov primerjal z »montažo filma, pri čemer igralec deluje kot urednik, ki hitro preklopi na najbolj zanimivo perspektivo za vsak trenutek«. V reviji Computer and Video Games so zapisali, da je splošna zasnova misij bolj raznolika kot pri predhodnikih.
Edge je pohvalil tudi grafično podobo igre in odsotnost nalagalnih zaslonov. Ustvarjalci strani Play so pohvalili izrisovanje oddaljenih objektov in vremenske ter svetlobne sisteme. Po mnenju Eurogamerja je bil sistem osvetlitve najpomembnejši napredek v igri. V Official Xbox Magazine (OXM) so menili, da je igra »verjetno največji tehnični dosežek za Xbox 360«, in bili presenečeni, da se odprti svet lahko upodablja na konzoli. Recenzenti so pohvalili zasnovo odprtega sveta in njegovo glajenje geografije Los Angelesa v dobro oblikovan mestni prostor. Pri GameTrailers so zapisali, da je posnemanje Los Angelesa pristno in da je odprti svet »poln zvokov in osebnosti«. IGN in PlayStation Official Magazine (OPM) sta pohvalila Los Santos nad Liberty Cityjem iz Grand Theft Auto IV. Pri OXM so bili mnenja, da je Los Santos presegel »siv in grob« Liberty City. Recenzenti so hvalili satiro sodobne ameriške kulture – avtor članka v OPM je menil, da je »oster družbeni komentar seveda prisoten in pravilen«.
Pri Destructoidu so zvočno zasnovo označili za »brezhibno« in pohvalili nastope igralcev, izvirno zvočno podlago in uporabo licenčne glasbe. Avtorja ocen v IGN-u in Giant Bombu sta pohvalila izbor glasbe in menila, da je originalna glasba povečala dramatično napetost med misijami. Pri GameSpotu so zapisali, da končni rezultat »daje misijam bolj kinematografski pridih«. Pri Edgeu so bili mnenja, da je licenčna glasba okrepila »že tako izjemen občutek prostora« v mestu in da je izvirna glasba izboljšala vzdušje igranja. Igro so povzeli kot »kompendij vsega, kar se je Rockstar naučil o moči glasbe v igrah v zadnjem desetletju«.
Mnogi ocenjevalci so ugotovili, da so kopenska vozila bolj odzivna in jih je lažje nadzirati kot v prejšnjih igrah. Pri Game Informerju so pojasnili, da dajejo »avtomobili ustrezen občutek teže, hkrati pa ohranjajo okretnost, potrebno za navigacijo skozi promet pri visokih hitrostih«. Poleg upravljanja vozil je večina ocenjevalcev opazila tudi spremembo v mehaniki streljanja, vendar so pri Destructoidu menili, da je kljub izboljšavam samodejno ciljanje »trzajoče in nezanesljivo« in da mehanika kritja »še vedno deluje kot zastarela in okorna«. Nekateri ocenjevalci so omenili, da je igra rešila trdovraten problem z dodajanjem kontrolnih točk sredi misije.
Zgodba in liki – zlasti Trevor – so razdelili recenzente. Nekateri so menili, da je pripoved slabša od tistih v prejšnjih Rockstarjevih igrah, pri čemer so navedli močni zgodbi iger Grand Theft Auto IV in Red Dead Redemption. Drugi so menili, da diametralno nasprotne osebnosti protagonistov zaostrujejo tempo dogajanja. Pri GamesRadarju so menili, da igra zakriva nedoslednosti v zgodbi in se odmika od morale v zgodbah prejšnjih iger iz serije. Pri GameSpotu so Trevorja označili za posebej »groznega, grozljivega, psihotičnega človeka – in grozen lik«. Avtorjem v Eurogamerju se je zdel Trevor »plitek in neprepričljiv« – po njihovi oceni je njegova ekscentričnost škodila pripovedi ter zasenčila razvoj likov Michaela in Franklina. Pri Joystiqu so zaznali pomanjkanje všečnosti protagonistov, saj da je konflikt med Michaelom in Trevorjem prerasel v »navidez neskončen cikel«. Avtorji člankov v Escapistu so imeli težave pri razumevanju čustev likov, saj so ti delovali iz pohlepa, brez občutka za moralo in tako igralcem niso dali veliko razlogov, da bi jih podpirali.

### Ponovna izdaja
| Agregator  | Ocena                                                             |
| ---------- | ----------------------------------------------------------------- |
| Metacritic | (PS4) 97/100 (XONE) 97/100 (PC) 96/100 (PS5) 81/100 (XSXS) 79/100 |
| OpenCritic | 92%                                                               |

| Publikacija    | Ocena   |
| -------------- | ------- |
| Game Informer  | 9.75/10 |
| GameSpot       | 9/10    |
| IGN            | 10/10   |
| PC Gamer (ZDA) | 92%     |
| VideoGamer.com | 10/10   |

Podobno je tudi ponovna izdaja Grand Theft Auto V prejela odobravanje kritikov. Postala je najvišje ocenjena igra za PlayStation 4 in Xbox One na strani Metacritic poleg Rockstarjeve igre Red Dead Redemption 2 in druga najvišje ocenjena igra za osebne računalnike poleg več drugih.
Na strani Game Informer so bili mnenja, da je dodatek perspektive v prvi osebi predstavljal »še en pomemben preboj v seriji«, podoben prehodu iz ptičje perspektive v Grand Theft Auto na tretjeosebno v Grand Theft Auto III. Avtorji na strani GameSpot so ugotovili, da je igranje v prvi osebi še povečalo pomen nasilja v igri Grand Theft Auto V, zaradi česar so bolj kot prej razmišljali o morali in karakterjevi motivaciji. Na VideoGamer.com so zapisali, da se igralci počutijo kot prebivalci sveta, ne pa kot »pištole, pritrjene na lebdečo kamero«. Prvoosebni pogled je po mnenju avtorjev strani IGN pripomogel k potopitvi v igro in ustvaril »presenetljivo drugačno izkušnjo«. VideoGamer.com je hvalil tudi »finejše detajle« v prvoosebnih animacijah, kot je nagnjenost kamere, ko igralci zavijajo na motornih kolesih, ali navigacijske instrumente v pilotski kabini letala. Recenzenti so ugotovili, da je igranje v prvoosebni perspektivi težje, vendar je Game Informer odobraval izziv.
Pri GameSpotu so menili, da je zaradi izboljšane grafike in prostorskega izravnavanja odprti svet »še bolj spektakularen«. Zapisali so, da je v prvi osebi »vse videti večje in bolj impozantno«. IGN je bolje ocenil grafiko različice za PlayStation 4 kot tisto za Xbox One, vendar so avtorji ocenili, da sta obe konzoli dobro prikazali igro in ohranili večinoma dosledno hitrost izrisovanja. Pohvalili so povečano hitrost izrisovanja in grafične možnosti, ponujene v različici za osebni računalnik. VideoGamer.com je stabilnost hitrosti izrisovanja označil za »komaj verjetno«, čeprav je GameSpot navedel občasne padce hitrosti izrisovanja sličic in s tem težave z grafiko. Menili so, da različica za osebni računalnik omogoča igralcem »pričevati celotnemu obsegu Rockstarjevega občudovanja vrednega dela«, vendar so pripomnili, da »ohranja znake o koreninah v prejšnji generaciji ... s preprosto geometrijo«. VideoGamer.com je pohvalil dostopnost Rockstar Editorja na osebnem računalniku, vendar je kritiziral nekatere njegove omejitve in omejitve kota kamere. IGN je v kritiki cenil prilagodljive kontrole v različici za osebni računalnik, GameSpot pa je menil, da je stalno preklapljanje med miško, tipkovnico in igralnim ploščkom potrebno za »najboljšo izkušnjo«. PC Gamer je igro označil za »najlepšo, najobsežnejšo in najradodarnejšo« v seriji.
Glede načina igre za več igralcev je IGN poročal o nizkem številu hkratnih igralcev v igri, dolgih čakalnih dobah na vstopni strani, prekinitvah povezave s strežnikom in občasnih zrušitvah. »Zaradi tega,« so zapisali, »ne morem močno priporočiti ... večigralske izkušnje same po sebi«. VideoGamer.com je ugotovil, da je razvoj likov spletnih protagonistov bolj tekoč kot v izvirni različici. Po njihovem mnenju se je izgubila monotonost načina PvP (Player versus Player oz. igralec proti igralcu) dokler ne začnejo redneje prihajati sodelovalne misije, in da se bo igra za več igralcev novincem verjetno zdela prijetna in uravnotežena. Vendar pa so pisali o pogostih prekinitvah povezave s strežnikom, zlasti med zasloni za nalaganje. GameSpot je menil, da je spletni način zabaven, vendar »še vedno trpi zaradi pomanjkanja usmeritve« zaradi svojega odprtega in burnega igranja. Game Informer je poročal o »minimalnem zaostanku ali težavah v razširjenih strelskih obračunih in dirkah«.
Izdaji za PlayStation 5 in Xbox Series sta prejeli mlačne odzive kritikov, ki so dvomili o vrednosti nove različice zastarelega naslova. Medtem ko so kot pozitivno izpostavili izboljšano vizualno podobo, so recenzenti na splošno ugotovili, da so jedro igre, pripoved zgodb in modeli likov zastareli. Hardcore Gamer je menil, da je zaradi pomanjkanja nove vsebine nadgradnjo težko priporočiti igralcem, ki so igro že igrali na konzolah PlayStation 4 in Xbox One. GamingBolt je bil ravnodušen do vizualnih izboljšav, a je pohvalil večjo dostopnost za novince na spletu. Pri Jeuxvideo.com so menili, da izdaja ponuja vrhunsko izkušnjo s konzolo – izpostavili so izboljšano grafiko in krajši čas nalaganja. Pri Push Squareu so zamerili zastareli humor, vendar pa so tudi zapisali, da so vizualne in tehnične izboljšave dale »sončnemu peskovniku novo življenje«.

### Nagrade
Grand Theft Auto V je prejel več nominacij in nagrad igralskih publikacij. Pred izidom je leta 2012 na podelitvi nagrad Spike Video Game Awards zmagal v kategoriji najbolj pričakovana igra. Igra je bila najvišje ocenjena pri zbiralnikih ocen Metacritic in GameRankings v letu 2013. Ob koncu leta se je pojavila na več seznamih najboljših iger leta 2013, prejela je nagrado za igro leta od neodvisnega novinarja Toma Chicka, CNET, Edgea, na 31. prireditvi Golden Joystick Awards, na 5. letni podelitvi nagrad Inside Gaming, na prireditvi Spike VGX Awards 2013 ter od revij Slant in Time. Canada.com, GameSpot in IGN so jo razglasili za najboljšo igro za Xbox, Destructoid pa jo je razglasil za najboljšo igro za več platform. Rockstar Games in Rockstar North sta prejela nagradi za najboljši studio in najboljšega razvijalca od Edgea in nagrado združenja BAFTA na 10. podelitvi nagrad Britanske akademije za videoigre.
Posebej nagrajeni so bili tudi posamezni elementi. Trevorja je Official Xbox Magazine imenovala za najboljši lik v videoigrah leta 2013, medtem ko je najboljši nov lik po mnenju Giant Bomba postal Lamar Davis. Glasbo v igri so nagradili Spike VGX, Hardcore Gamer in The Daily Telegraph. Grand Theft Auto Online je prejel nagrado za najboljšo večigralsko igro po izboru GameTrailers in Bafte. Prav tako je zmagal v kategoriji najboljše igre za več igralcev za Xbox 360 po izboru spletišča IGN. Spletna verzija igre je bila sicer nominirana v izboru za največje razočaranje pri Game Revolutionu in Hardcore Gamerju. GTA V je osvojil nagrado za največji tehnični dosežek na podelitvi nagrad Telegraph Video Game in za najboljšo tehnologijo na podelitvi nagrad Annual Game Developers Choice. Grafično in umetniško oblikovanje so nagradili tudi IGN, The Daily Telegraph in BAFTA. Za nagrado ga je nominiralo še združenje razvijalcev iger. Akademija za interaktivno umetnost in znanost je nagradila igro za izjemni dosežek na področju inženiringa igranja, kar je pomenilo »najvišjo stopnjo dosežka za inženiring umetne inteligence in povezanih elementov, ki prispevajo k zahtevnosti igre«.
Igra je prejela tudi številne druge nagrade. Na prireditvi Inside Gaming Awards je bila nagrajena z nazivom najbolj imerzivne igre. Občinstvo jo je izglasovalo tudi za User Choice Award na PlayStationovi podelitvi nagrad leta 2013 in nagrado Community Choice s strani Destructoida. GTA V je prejel tudi platinasto nagrado na podelitvi PlayStation Awards združenje BAFTA pa ga je razglasilo za najboljšo britansko igro. Na podelitvi nagrad IGN's Best of 2013 zmagal v največ kategorijah, vključno z najboljšo grafiko za Xbox 360, najboljšim zvokom za Xbox 360 in najboljšo akcijsko igro za Xbox 360, PlayStation 3 ter nasploh.
| Datum        | Nagrada                            | Kategorija                                   | Prejemnik/Nominiranec                                 | Rezultat    | Vir     |
| ------------ | ---------------------------------- | -------------------------------------------- | ----------------------------------------------------- | ----------- | ------- |
| 7. 12. 2012  | Spike Video Game Awards            | Najbolj pričakovana igra                     | Grand Theft Auto V                                    | Osvojil/a   | [ 51 ]  |
| 25. 10. 2013 | Golden Joystick Awards             | Igra leta                                    | Grand Theft Auto V                                    | Osvojil/a   | [ 135 ] |
| 2. 12. 2013  | Satellite Awards                   | Izjemna akcijska/pustolovska videoigra       | Grand Theft Auto V                                    | nominiran/a | [ 162 ] |
| 7. 12. 2013  | Spike VGX                          | Igra leta                                    | Grand Theft Auto V                                    | Osvojil/a   | [ 137 ] |
| 7. 12. 2013  | Spike VGX                          | Najboljša glasba                             | Grand Theft Auto V                                    | Osvojil/a   | [ 137 ] |
| 7. 12. 2013  | Spike VGX                          | Studio leta                                  | Rockstar North                                        | nominiran/a | [ 163 ] |
| 7. 12. 2013  | Spike VGX                          | Najboljša akcijska/pustolovska igra          | Grand Theft Auto V                                    | nominiran/a | [ 163 ] |
| 7. 12. 2013  | Spike VGX                          | Najboljša igra za Xbox                       | Grand Theft Auto V                                    | nominiran/a | [ 163 ] |
| 7. 12. 2013  | Spike VGX                          | Najboljša igra za PlayStation                | Grand Theft Auto V                                    | nominiran/a | [ 163 ] |
| 7. 12. 2013  | Spike VGX                          | Najboljši glasovni igralec                   | Steven Ogg kot Trevor Philips                         | nominiran/a | [ 163 ] |
| 7. 12. 2013  | Spike VGX                          | Najboljša pesem v igri                       | Kendrick Lamar – A.D.H.D                              | nominiran/a | [ 163 ] |
| 7. 12. 2013  | Spike VGX                          | Najboljša pesem v igri                       | The Chain Gang of 1974 – Sleepwalking                 | nominiran/a | [ 163 ] |
| 7. 12. 2013  | Spike VGX                          | Lik v igri leta                              | Trevor Philips                                        | nominiran/a | [ 163 ] |
| 9. 1. 2014   | Game Developers Choice Awards      | Igra leta                                    | Grand Theft Auto V                                    | nominiran/a | [ 154 ] |
| 9. 1. 2014   | Game Developers Choice Awards      | Najboljša tehnologija                        | Grand Theft Auto V                                    | Osvojil/a   | [ 154 ] |
| 9. 1. 2014   | Game Developers Choice Awards      | Najboljši zvok                               | Grand Theft Auto V                                    | nominiran/a | [ 154 ] |
| 9. 1. 2014   | Game Developers Choice Awards      | Najboljši dizajn                             | Grand Theft Auto V                                    | nominiran/a | [ 154 ] |
| 6. 2. 2014   | D.I.C.E. Awards                    | Igra leta                                    | Grand Theft Auto V                                    | nominiran/a | [ 164 ] |
| 6. 2. 2014   | D.I.C.E. Awards                    | Izjemen dosežek v režiji igre                | Grand Theft Auto V                                    | nominiran/a | [ 164 ] |
| 6. 2. 2014   | D.I.C.E. Awards                    | Izjemen dosežek v inženiringu igre           | Grand Theft Auto V                                    | Osvojil/a   | [ 164 ] |
| 6. 2. 2014   | D.I.C.E. Awards                    | Izjemen dosežek v vizualnem inženiringu igre | Grand Theft Auto V                                    | nominiran/a | [ 164 ] |
| 6. 2. 2014   | D.I.C.E. Awards                    | Izjemen dosežek v oblikovanju zvoka          | Grand Theft Auto V                                    | nominiran/a | [ 164 ] |
| 6. 2. 2014   | D.I.C.E. Awards                    | Izjemna inovacija v igranju                  | Grand Theft Auto V                                    | nominiran/a | [ 164 ] |
| 6. 2. 2014   | D.I.C.E. Awards                    | Izjemen performans lika                      | Trevor Philips                                        | nominiran/a | [ 164 ] |
| 13. 3. 2014  | British Academy Video Games Awards | Najboljša igra                               | Grand Theft Auto V                                    | nominiran/a | [ 145 ] |
| 13. 3. 2014  | British Academy Video Games Awards | Akcijske in pustolovske igre                 | Grand Theft Auto V                                    | nominiran/a | [ 145 ] |
| 13. 3. 2014  | British Academy Video Games Awards | Zvočni dosežek                               | Grand Theft Auto V                                    | nominiran/a | [ 145 ] |
| 13. 3. 2014  | British Academy Video Games Awards | Britanska igra                               | Grand Theft Auto V                                    | Osvojil/a   | [ 145 ] |
| 13. 3. 2014  | British Academy Video Games Awards | Zasnova igre                                 | Grand Theft Auto V                                    | Osvojil/a   | [ 145 ] |
| 13. 3. 2014  | British Academy Video Games Awards | Inovacija igre                               | Grand Theft Auto V                                    | nominiran/a | [ 145 ] |
| 13. 3. 2014  | British Academy Video Games Awards | Večigralski način                            | Grand Theft Auto Online                               | Osvojil/a   | [ 145 ] |
| 13. 3. 2014  | British Academy Video Games Awards | Lik v igri                                   | Steven Ogg kot Trevor Philips                         | nominiran/a | [ 145 ] |
| 13. 3. 2014  | British Academy Video Games Awards | Zgodba                                       | Grand Theft Auto V                                    | nominiran/a | [ 145 ] |
| 5. 12. 2014  | The Game Awards                    | Najboljši remaster                           | Grand Theft Auto V                                    | Osvojil/a   | [ 165 ] |
| 31. 12. 2016 | The Steam Awards                   | »Whoooaaaaaaa, dude!«                        | Grand Theft Auto V                                    | Osvojil/a   | [ 166 ] |
| 31. 12. 2016 | The Steam Awards                   | »Igra v igri«                                | Grand Theft Auto V                                    | Osvojil/a   | [ 166 ] |
| 8. 2. 2019   | The Steam Awards                   | Delo ljubezni                                | Grand Theft Auto V                                    | Osvojil/a   | [ 167 ] |
| 31. 12. 2019 | The Steam Awards                   | Delo ljubezni                                | Grand Theft Auto V                                    | Osvojil/a   | [ 168 ] |
| 15. 11. 2019 | Golden Joystick Awards             | Najboljši dodatek za igro                    | Grand Theft Auto Online — The Diamond Casino & Resort | Osvojil/a   | [ 169 ] |
| 14. 3. 2022  | The Streamer Awards                | Pretočna igra leta                           | Grand Theft Auto V                                    | nominiran/a | [ 170 ] |
| 17. 2. 2024  | The Streamer Awards                | Pretočna igra leta                           | Grand Theft Auto V                                    | nominiran/a | [ 171 ] |

## Kontroverznosti
Misija »By the Book« (Po pravilih), ki od igralcev zahteva uporabo opreme za mučenje pri zasliševanju talca, je vznemirila recenzente. Zaznali so, da gre za politični komentar o uporabi mučenja s strani vlade Združenih držav Amerike, vendar so bili mnenja, da je neokusna. Pri GameSpotu je zapisali, da je postavitev prizora mučenja v kontekst z analognim Trevorjevim monologom misijo kot komentar politične situacije napravila hinavsko. Avtor članka na Eurogamerju je menil, da so bližnji zorni kot in izvedba interaktivnosti poudarili učinek sekvence, ki presega nasilje, prikazano v prejšnjih igrah serije Grand Theft Auto. Dodal je, da zaporedju manjka kontekst, ki bi upravičil njegovo nasilje. Misija je bila deležna kritik politikov in dobrodelnih organizacij proti mučenju. Neodvisni novinar Tom Chick je zagovarjal prikaz mučenja in zapisal, da je za razliko od misije »No Russian« (Brez ruščine) v Call of Duty: Modern Warfare 2 ali filma Zero Dark Thirty iz leta 2012 temeljni politični komentar o mučenju v misiji »By the Book« zahteval nasilno vsebino. Igra mučenja je bila odstranjena iz japonske izdaje.
Več recenzentov je menilo, da je prikaz žensk v igri mizogin. Pri VG247 so zapisali, da so bili ženski liki »bodisi tam, da jih rešijo, kričijo nanje, z njimi seksajo, da jih vidijo, kako seksajo, se prenašajo, ubijajo, slišijo, kako klepetajo kot neumne, so na svojih mobilnih telefonih ali nakupujejo«. Avtor pri Edge je pripomnil, da je igra svoje glavne junake, ki so izključno moški, obravnavala na podoben način zaradi njihove stereotipne nagnjenosti k nasilju. Potem ko je Carolyn Petit iz GameSpota trdila, da je igra mizogina, je njena ocena naletela na odpor, saj so se uporabniki odzvali z 20.000 večinoma negativnimi komentarji na spletni strani in peticijo Change.org za njeno odpustitev. Številni novinarji so zagovarjali njeno pravico do mnenja in obžalovali nastrojenost igričarske skupnosti do kritik.
Avstralski veleblagovnici Target in Kmart sta decembra 2014 igro umaknili iz svojih trgovin, potem ko je peticija Change.org proti upodobitvam nasilja nad ženskami v igri zbrala več kot 40.000 podpisov. Glavni operativni direktor družbe Take-Two Interactive Strauss Zelnick je javno izrazil razočaranje podjetja, da so igro umaknili iz trgovin, in potrdil, da "stoji za našimi izdelki, ljudmi, ki jih ustvarjajo, in potrošniki, ki jih igrajo." IGN je peticijo Change.org označil za »dezinformirano« in zapisal, da so njene pritožbe o spodbudah k spolnemu nasilju v igri neresnične. Avstralski odbor za klasifikacijo (Australian Classification Board) prepoveduje spolno nasilje v igrah, kar pomeni, da bi v tem primeru odklonili oceno igre. Avtor na strani Kotaku je menil, da je upodobitev žensk sama po sebi problematična in da ima Target pravico zavrniti prodajo igre ter da se mora odzvati na široko podporo peticiji.
Petit (ki je pisal za Kotaku) in Ben Colliver sta kritizirala upodobitev transspolnih likov v igri kot spolnih delavcev s pretežno mišičastimi telesi in to opisala kot škodljive transfobne stereotipe. Colliver je zapisal, da upodobitev »ne odraža kompleksne niansirane strukture, ki pogosto ureja življenja transspolnih oseb«. Ponovna izdaja aprila 2022 za PlayStation 5 in Xbox Series X/S je odstranila vsebino iz vseh delov igre, razen iz režiserskega načina, kar pomeni, da so njihovi modeli ostali dostopni, vendar brez možnosti tvorjenja dialogov. Nekateri novinarji so ugotovili, da je odstranitev morda spodbudilo odprto pismo skupine zagovornikov LGBTQ+ Out Making Games, ki je zahtevala odstranitev, potem ko je prebrala Petitov članek. Skupina je pohvalila Rockstarjevo odločitev, da odstrani vsebino.
Oktobra 2013 je raper Daz Dillinger vložil tožbo proti družbama Rockstar Games in Take Two Interactive zaradi domnevne nepooblaščene uporabe dveh njegovih pesmi. Februarja 2014 je televizijska osebnost Karen Gravano iz resničnostnega šova Mob Wives vložila tožbo proti družbi Rockstar Games z obtožbo, da lik v igri temelji na njeni podobi in zgodbi ter je bil uporabljen brez njene privolitve. Rockstar je aprila vložil zahtevo za zavrnitev te tožbe in izjavil, da so obtožbe ovržene po prvem amandmaju Ustave ZDA. Julija je igralka Lindsay Lohan vložila tožbo in trdila, da so na elemente v igri, vključno z likom Lacey Jonas, vplivali njena podoba, glas in linija oblačil, kar je bilo storjeno brez njene privolitve. Rockstar se je odzval v sodnih spisih, v katerih je zahteval zavrnitev primera, in zapisal, da je bil primer neresen in vložen zaradi promocijskih namenov. Leta 2016 sta bili obe tožbi zavrženi.

## Prodaja
V 24-ih urah po izidu je Grand Theft Auto V ustvaril več kot 815 milijonov ameriških dolarjev prihodkov po vsem svetu, kar ustreza približno 11,21 milijona prodanih izvodov za Take-Two Interactive. Številke so skoraj podvojile pričakovanja analitikov. Tri dni po izidu je igra presegla milijardo dolarjev prihodkov iz prodaje, s čimer je postala najhitreje prodajan zabavni izdelek v zgodovini. Šest tednov po izidu je Rockstar poslal po svetu skoraj 29 milijonov izvodov igre, kar je že preseglo celotno prodajo Grand Theft Auto IV. 7. oktobra 2013 je igra postala najbolje prodajana digitalna izdaja v trgovini PlayStation Store za PlayStation 3 in podrla prejšnji rekord igre The Last of Us, čeprav številke o prodaji niso bile razkrite. 8. oktobra je igra podrla sedem Guinnessovih svetovnih rekordov: postala je najbolje prodajana video igra v 24 urah, najbolje prodajana akcijsko-pustolovska video igra v 24 urah, videoigra z najvišjim prihodkom v 24 urah, zabavni produkt, ki je najhitreje prinesel 1 milijardo ameriških dolarjev prihodka, videoigra, ki je najhitreje prinesla 1 milijardo ameriških dolarjev prihodka, največji prihodek, ki ga je ustvaril zabavni izdelek v 24 urah, in najbolj gledan napovednik za akcijsko-pustolovsko videoigro.
Digitalna različica za Xbox 360 je izšla 18. oktobra in je postala najdonosnejša izdaja v prvem dnevu in prvem tednu prodaje na Xbox Live. Do maja 2014 je igra ustvarila skoraj 1,98 milijarde ameriških dolarjev prihodkov. Od avgusta 2014 je bila igra prodana v več kot 34 milijonih izvodov za PlayStation 3 in Xbox 360. Do decembra 2014 so razposlali 45 milijonov izvodov, vključno z 10 milijoni izvodov ponovno izdane različice. Do aprila 2018 je MarketWatch poročal, da je igra ustvarila približno šest milijard dolarjev prihodka in postala najdonosnejši zabavni produkt vseh časov. Do julija 2018 je bila prodana v skoraj 100 milijonih izvodov, do julija 2021 pa je bilo razposlanih več kot 150 milijonov. Do konca leta 2023 so v reviji Barron's poročali, da so se podatki o prihodkih igre dvignili na 8,5 milijarde dolarjev, kar je pomenilo več kot 500 milijonov dolarjev letno s približno 22 milijoni aktivnih igralcev mesečno. Do marca 2024 je bila igra razposlana v približno 200 milijonih izvodov po vsem svetu na vseh platformah. Leta 2020 je bilo prodanih več izvodov kot katerokoli drugo leto od lansiranja igre leta 2013.
V Združenem kraljestvu je igra postala najhitreje prodajana igra vseh časov, saj so v petih dneh prodali več kot 2,25 milijona izvodov. To je podrlo prejšnji rekord, ki ga je postavil Call of Duty: Black Ops z dvema milijonoma prodanih izvodov v istem obdobju. GTA V je podrl tudi rekord prodaje v prvem dnevu, saj so prodali 1,57 milijonov izvodov in ustvarili 65 milijonov funtov prihodkov. V dveh tednih je bila igra prodana v več kot 2,6 milijona izvodov in ustvarila 90 milijonov funtov prihodkov, kar je predstavljalo 52 % iger, prodanih septembra 2013. Po treh tednih prodaje je v Združenem kraljestvu presegel celotno prodajo igre Grand Theft Auto IV. V svojem četrtem tednu je postal najhitreje prodajani naslov, ki je presegel mejo treh milijonov v Združenem kraljestvu, s čimer je presegel celotno prodajo igre Black Ops II. Novembra 2014 je igra postala najbolje prodajana igra vseh časov v Združenem kraljestvu in prehitela Black Ops. Podobno uspešna je bila tudi v Severni Ameriki: bila je najbolje prodajana igra v septembru, saj je predstavljala več kot 50 % prodaje programske opreme in povečala celotno prodajo programske opreme za 52 % v primerjavi s septembrom 2012.

## Zapuščina
Kritiki so se strinjali, da spada Grand Theft Auto V med najboljše igre za igralne konzole sedme generacije in je odličen zaključni naslov pred pojavom osme generacije. Polygon je opazil, da bo igra »most med sedanjostjo iger in prihodnostjo«, in jo razglasil za »zaključek te generacije ter merilo za naslednjo«. Avtor na VideoGamer.com je bil mnenja, da gre za »ultimativni labodji spev za ta cikel konzol«, ki bo »vrgel dolgo senco na naslednjega«. Tri dni po izidu se je igra uvrstila na drugo mesto IGN-ovega seznama »Top 25 Xbox 360 Games«. Menili so, da sta obseg in podrobnosti odprtega sveta presegla večino drugih iger za Xbox 360. Igro so poimenovali »zmagoslavje tako za igralce kot za sam medij, zato si zasluži svoj neverjeten uspeh«. Novembra 2013 je Hardcore Gamer igro postavil na tretje mesto na svojem seznamu »100 najboljših iger generacije«. Navedli so njegovo izboljšano mehaniko streljanja in vožnje v primerjavi s predhodniki in menili, da je zasnova z več protagonisti »dobrodošla sprememba tempa«, ki bi lahko postala merilo osme generacije iger. Decembra je The Daily Telegraph igro uvrstil med svojih »50 najboljših iger te generacije konzol«. Imenovali so ga »kulturni velikan«, ki »bo Rockstarjeva trajna zapuščina«.
Januarja 2014 so pri Computer and Video Games igro uvrstili na četrto mesto svojega seznama »Iger generacije«. Utemeljili so, da je Rockstar prvič ustvaril »povsem lep« odprt svet. Ugotovili so, da je igra odpravila ponavljajočo zasnovo misij Grand Theft Auto IV in se namesto tega osredotočila na zabavo pri igranju. Maja jo je IGN uvrstil na osmo mesto na svojem seznamu »100 najboljših iger generacije« in jo označil za »ogromen, hrupen in divje ambiciozen most proti [osmi] generaciji igranja konzol«. Naslednji mesec se je uvrstila na tretje mesto IGN-ovega seznama »Igre generacije: Vaših top 100« po izboru bralcev tega spletnega mesta. Avgusta jo je Game Informer uvrstil na tretje mesto na seznamu »10 najboljših akcijskih iger generacije«. Kakovost igre so primerjali s kakovostjo njenega predhodnika, pri čemer so bili mnenja, da so njena zasnova likov, raznolike misije in večigralski način nadomestili uvrstitev Grand Theft Auto IV na seznam. Pisali so o drami absurda v zgodbi in prostranosti odprtega sveta ter niso »obžalovali niti sekunde«, ki so jo porabili za igranje igre. Novembra jo je Edge imenoval za peto najboljšo igro svoje generacije in komentiral, da si »noben drug igralni studio ne upa niti poskusiti ustvariti igre odprtega sveta, ker preprosto ni možnosti, da bi dosegel [njihove] standarde«. Leta 2015 jo je njihova publikacija ocenila za drugo najboljšo videoigro vseh časov. Igra je bila visoko uvrščena na več seznamih najboljših iger po izboru javnosti; bila je osma na seznamu »100 najboljših videoiger vseh časov« revije Empire in peta na seznamu »100 najboljših iger« revije Good Game po glasovanju občinstva revije oz. programa. Postala je tudi najbolj tvitana igra v letu 2015, kljub temu, da je bila izdana več kot leto prej.
Februarja 2022 je Rockstar potrdil razvoj igre Grand Theft Auto VI. Uraden napovednik je izšel decembra 2023, po trenutnih načrtih bo izšla leta 2025.

### Uporaba v raziskavah
Igra je bila uporabljena v študiji Intel Labs, kjer so predstavili pristop za izboljšanje njene grafike z uporabo nevronskih mrež.